# Appoisso
Appoisso ou Appoussou est une localité de l'est de la Côte d'Ivoire, et appartenant au département d'Abengourou, Région du Moyen-Comoé.
La localité d'Appoisso est un chef-lieu de commune.
Appoisso est situé à 22 km d'Abengourou. Le village Agni comporte une forte communauté d'étrangers venant de la sous-région ouest africaine, et des Ivoiriens d'autres régions. Presque collé au village voisin d'Apouéba, les deux villages ont leur école sur le même site.
Importante zone de production du cacao et du café, Appoisso souffre, cependant, de l'état de la route qui le lie à Abengourou : boueux et impraticable pendant la saison des pluies, poussiéreux pendant la saison sèche. Appoisso est le siège du secteur Bossématié de la SODEFOR qui gère les forêts classées du pays. Une visite à Appoisso permet de voir ces forêts encore existantes dans une zone où la production du cacao a mis à mal le couvert forestier.